# Chef des Transportwesens
Der Chef des Transportwesens (Chef Trspw), auch Transportchef, war eine Dienststelle der Wehrmacht im Oberkommando der Heeres (OKH); sie bestand von September 1942 bis Kriegsende.

## Aufgaben der Dienststelle
Der Chef des Transportwesens hatte im Auftrag des OKW die Aufgabe, die Eisenbahn und Wasserstraßen für die gesamte Wehrmacht und Kriegswirtschaft nutzbar zu machen und hierfür Anordnungen zu erlassen. Dies schloss auch die Vorbereitung der Transportwege mit ein. Im Rahmen dieses Auftrags bearbeitete er auf Weisung des Chefs des Generalstabs die Transporte und war für deren Durchführung verantwortlich, ebenso für die Nutzung der Straßen außerhalb des Operationsgebietes; innerhalb des Operationsgebietes oblag die Verantwortung dem jeweiligen Armeeoberkommando. Zusätzlich war er dafür zuständig, die Belange der Wehrmacht gegenüber dem Reichsverkehrsminister und dem Generalinspekteur für das deutsche Straßenwesen zu vertreten.

## Geschichte der Dienststelle
Im Truppenamt der Reichswehr bestand die Gruppe C der Heeresabteilung, welche bis Anfang 1920 auch die Aufgabe des Militärtransportwesens übernahm. Anschließend wurde im Truppenamt ein Transportabteilung (T 7), auch 7. (Transport-)Abteilung des Truppenamtes oder Heerestransportabteilung, für diese Aufgabe geschaffen. Sie erhielt die Aufgabe, das Eisenbahnnetz und die Schifffahrtswege für den Militärtransporte zu nutzen und hierfür die erforderlichen Vorkehrungen und Regelungen vorzunehmen. Sicherung der Transporte sowie Bahnschutz und die betriebliche Aufsicht über die Panzerzüge zählte auch zu ihren Aufgaben. Von 1921 bis Oktober 1923 war Adalbert von Taysen Chef der Abteilung.
Am 1. Juli 1935 wurde aus der Transportabteilung die 5. Abteilung des Generalstabs des Heeres gebildet. Die Unterstellung erfolgte unter den Chef des Generalstabs. Ab August 1939 war der Chef der 5. Abteilung auch Chef des Transportwesens in der Feldstaffel des OKH. Im Winter 1939/40 wurden die Eisenbahnpioniere aus den Pioniertruppen ausgegliedert und kamen als Eisenbahntruppen zum Chef des Transportwesens. Die Dienststelle bestand bis Kriegsende.

## Unterstellungen
- General des Transportwesens
- Transportgruppe, ab Mitte Januar 1940 Feldtransportabteilung mit Chef der Feldtransportleitung: von Januar 1940 bis Januar 1942 Oberstleutnant/Oberst i. G. Max Hermann Bork, anschließend bis April 1944 Oberst i. G. Karl-Theodor Koerner
- Heimattransportabteilung (zeitweise in der Heimatstaffel des OKW eingegliedert)
- Verkehrsabteilung (zeitweise in der Heimatstaffel des OKW eingegliedert)
- Planungsabteilung
- Personalabteilung für das Transportpersonal
- Befehlshaber der Eisenbahneinheiten (Bedeis), ab Winter 1939/40 mit den Eisenbahnpionieren, ab 1944 General der Eisenbahntruppen: Oberst/Generalmajor/Generalleutnant Otto Will
- Bevollmächtigter General des Chefs des Transportwesens: ab Mai 1944, von Mai 1944 bis Kriegsende, Generalmajor Karl-Theodor Koerner, ehemaliger Chef der Feldtransportleitung
- Vertreter des Reichsverkehrsministeriums beim Chef des Transportwesens: 1945

## Chef des Transportwesens
Chef des Transportwesens war der Generalmajor/Generalleutnant/General der Infanterie Rudolf Gercke, welcher bereits ab 12. Oktober 1937 Chef der 5. Abteilung gewesen war. In dieser Funktion war er auch ständiges Mitglied des Wirtschaftsführungsstabes Ost.

## Bekannte Personen der Dienststelle (Auswahl)
- Oberstleutnant/Oberst Max Hermann Bock: im Stab und Chef der Feldtransportleitung
- Major Georg Bantele: im Stab, Leiter der Ausbildungslehrgänge